# Jakub Krzewina
Jakub Krzewina (* 10. Oktober 1989 in Kruszwica) ist ein polnischer Sprinter, der sich auf den 400-Meter-Lauf spezialisiert hat und insbesondere mit der polnischen 4-mal-400-Meter-Staffel Erfolge feiert.

## Sportliche Laufbahn
Erste internationale Erfahrungen sammelte Jakub Krzewina im Jahr 2007, als er bei den Junioreneuropameisterschaften in Hengelo mit der polnischen 4-mal-400-Meter-Staffel im Finale disqualifiziert wurde. Im Jahr darauf schied er bei den Juniorenweltmeisterschaften im heimischen Bydgoszcz im 400-Meter-Lauf mit 47,97 s in der ersten Runde aus und belegte mit der polnischen Staffel in 3:08,65 min den fünften Platz. 2009 siegte er bei den U23-Europameisterschaften mit der Staffel in 3:03,74 min vor den Mannschaften aus Italien und Frankreich. Bei den Leichtathletik-Halleneuropameisterschaften 2011 in Paris belegte er mit der Staffel in 3:09,31 min den vierten Platz und gewann bei den U23-Europameisterschaften in Ostrava in 3:03,62 min die Silbermedaille hinter dem Vereinigten Königreich, ehe er bei den Weltmeisterschaften im südkoreanischen Daegu mit 3:01,84 min Vorlauf ausschied. 2012 erreichte er bei den Hallenweltmeisterschaften in Istanbul in 3:11,86 min Rang sechs mit der Staffel.
2014 kam er bei den Hallenweltmeisterschaften in Sopot mit der polnischen Stafette in 3:04,39 min auf den vierten Platz. Während der Freiluftsaison qualifizierte er sich erstmals für die Europameisterschaften in Zürich, bei denen er auf Anhieb bis in das Finale gelangte und dort in 45,52 s auf Rang vier einlief. Zudem gewann er gemeinsam mit Rafał Omelko, Kacper Kozłowski und Łukasz Krawczuk in 2:59,85 min die Silbermedaille hinter dem Vereinigten Königreich, nachdem die russische Mannschaft wegen eines Dopingvergehens disqualifiziert worden war. Anschließend wurde er beim Continentalcup in Marrakesch mit der europäischen 4-mal-400-Meter-Stafette in 3:00,10 min Zweiter. Im Jahr darauf gewann er bei den Halleneuropameisterschaften in Prag mit Karol Zalewski, Rafał Omelko und Łukasz Krawczuk mit neuem Hallenrekord die Silbermedaille hinter dem belgischen Team. Damit qualifizierte sich die Staffel auch für die Weltmeisterschaften in Peking, bei denen 3:00,72 min aber nicht für einen Finaleinzug reichten. Anschließend nahm er mit der Staffel an den Militärweltspielen im südkoreanischen Mungyeong teil und wurde dort in 3:04,25 min Vierter. 2016 gelangte er bei den Europameisterschaften in Amsterdam im Einzelbewerb über 400 Meter bis in das Halbfinale, in dem er mit 46,50 s ausschied und gewann mit der Staffel, bestehend aus Krawczuk, Kozłowski, Krzewina und Omelko in 3:01,18 min erneut die Silbermedaille, diesmal hinter Belgien. Damit qualifizierte sich die polnischen Staffel auch für die Teilnahme an den Olympischen Spielen in Rio de Janeiro, bei denen er mit 3:00,50 min im Finale Rang sieben belegte.
2018 gelangte er bei den Hallenweltmeisterschaften in Birmingham über 400 Meter bis in das Halbfinale und schied dort mit 46,69 s aus. Zudem siegte er mit der polnischen Staffel aus Zalewski, Omelko, Krawczuk und Krzewina völlig überraschend mit neuem Hallenweltrekord von 3:01,77 min vor den favorisierten Mannschaften aus den Vereinigten Staaten und Belgien. Im Jahr darauf schied er bei den Militärweltspielen in Wuhan mit 47,95 s in der ersten Runde über 400 Meter aus und gewann mit der Staffel in 3:06,36 min die Silbermedaille hinter der bahrainischen Mannschaft.
2014 wurde Krzewina polnischer Meister im 400-Meter-Lauf im Freien sowie 2018 in der Halle. In der 4-mal-400-Meter-Staffel siegte er in den Jahren zwischen 2013 und 2016 sowie 2019 im Freien und 2014 in der Halle.

## Persönliche Bestzeiten
- 400 Meter: 45,11 s, 14. Juli 2014 in Breslau
  - 400 Meter (Halle): 46,15 s, 18. Februar 2018 in Toruń